# 奧科阿角
62°37′06.9″S 61°08′25″W / 62.618583°S 61.14028°W

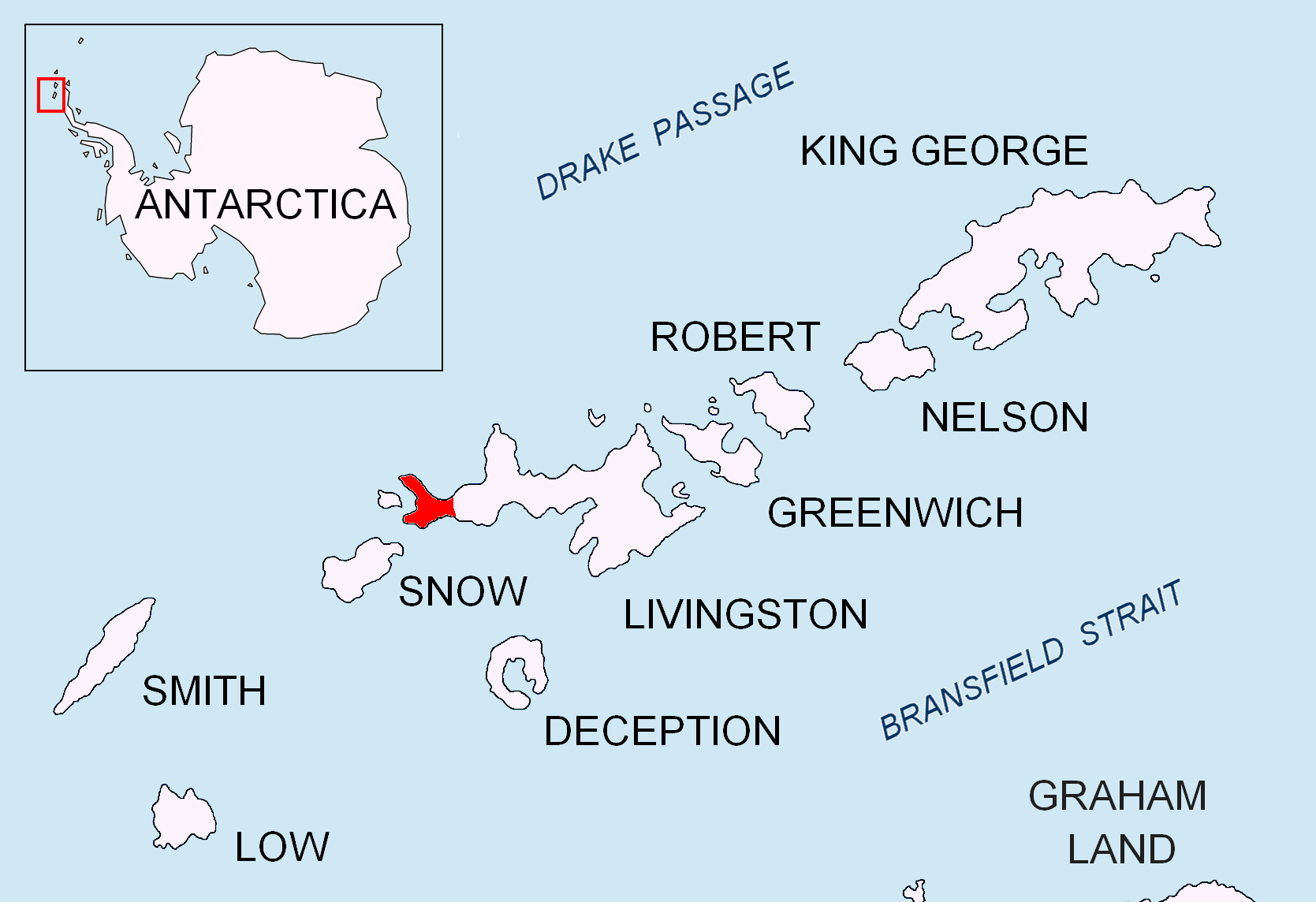

奧科阿角（Ocoa Point），是南極洲的海岬，位於南設得蘭群島的利文斯頓島，處於開始角東南面5.1公里、切斯特峰西北面3.47公里、德維爾斯角東北面6.24公里和赫林角東北面3.24公里的拜爾斯半島，現時由南極條約體系管理。